# 김건 (희극인)
김건(1988년 10월 19일 ~ )은 대한민국의 희극 배우이다.

## 출연작
- tvN 코미디빅리그
  - 베스트 프렌드